# سیراوند
سیراوند، روستایی از توابع بخش مرکزی شهرستان اسدآباد در استان همدان ایران است.مردم این روستا جز مردم ترک هستند به زبان ترکی سخن میگویند.

## جمعیت
این روستا در دهستان دربندرود قرار دارد و براساس سرشماری مرکز آمار ایران در سال ۱۳۹۵، جمعیت آن ۵۳۱ نفر (۱۶۳خانوار) بوده‌است.